# Daecheongdo
A Ilha Daecheongdo é uma ilha de 12,63 km quadrados no Condado de Ongjin, na Coreia do Sul, perto da Linha de Limite Norte.  O Acordo de Armistício de 1953 que encerrou a Guerra da Coreia especificou que as Cinco Ilhas do Mar Oeste, incluindo a Ilha Daecheongdo, permaneceria sobre controle das Nações Unidas e da Coreia do Sul. Esse acordo foi assinado por ambos a Coreia do Norte  e o Comando das Nações Unidas. Desde então, esse serve como a demarcação marinha entre a Coreia do Norte e Sul no Mar Amarelo (conhecido também como Mar Oeste).
A ilha é localizada a 19 km da costa da Província Hwanghae Sul na Coreia do Norte.

## Economia
Pesca é um atividade muito popular na Ilhas. 

## Meio Ambiente
A ilha está ao mais norte da área de alcance natural da Camellia japonica.

## Ilhas vizinhas
Duas ilhas próximas são a Ilha Baengnyeong e a muito menor Ilha Socheong.

## Batalha de Daecheong
Em 10 de Novembro de 2009, as águas próximas da ilha foram o cenário de um conflito armado entre as forças Sul e Norte Coreanas. Um barco de patrulha Norte Coreano foi seriamente danificado enquanto a marinha da Coreia do Sul sofreu nenhuma perda.